# 2009년 아시안컵 야구 대회
제8회 아시안컵 야구 대회는 제25회 아시아 야구 선수권 대회의 예선 대회로 태국 방콕(빠툼타니 주)에서 2009년 5월 25일부터 30일까지 개최되었다.
8개국이 2개조로 나뉘어 경기를 펼친 뒤 4강 토너먼트로 진행되었다. 이 대회에서 인도네시아가 우승을 해 성적과 관계없이 지난 아시아 야구 선수권 대회에서 5위를 차지해 자동출전하는 타이와 함께 제25회 아시아 야구 선수권 대회에 본선 진출했다.

## 참가국
A조
- 태국（개최국)
- 파키스탄
- 스리랑카
- 말레이시아

B조
- 인도네시아
- 홍콩
- 미얀마
- 캄보디아

## 경기 결과

### 예선 라운드

#### A조
| 순위 | 팀         | 승 | 패 |
| ---- | ---------- | -- | -- |
| 1    | 파키스탄   | 3  | 0  |
| 2    | 스리랑카   | 2  | 1  |
| 3    | 태국       | 1  | 2  |
| 4    | 말레이시아 | 0  | 3  |

| 2009년 5월 25일 | 스리랑카 | 3 : 1 | 태국 | 태국, 방콕 |
| 2009년 5월 25일 |          |       |      | 태국, 방콕 |

| 2009년 5월 25일 | 파키스탄 | 20 : 0 (5회) | 말레이시아 | 태국, 방콕 |
| 2009년 5월 25일 |          |              |            | 태국, 방콕 |

| 2009년 5월 26일 | 파키스탄 | 10 : 0 | 스리랑카 | 태국, 방콕 |
| 2009년 5월 26일 |          |        |          | 태국, 방콕 |

| 2009년 5월 26일 | 태국 | 16 : 0 (5회) | 말레이시아 | 태국, 방콕 |
| 2009년 5월 26일 |      |              |            | 태국, 방콕 |

| 2009년 5월 27일 | 파키스탄 | 9 : 4 | 태국 | 태국, 방콕 |
| 2009년 5월 27일 |          |       |      | 태국, 방콕 |

| 2009년 5월 27일 | 스리랑카 | 9 : 1 | 말레이시아 | 태국, 방콕 |
| 2009년 5월 27일 |          |       |            | 태국, 방콕 |

#### B조
| 순위 | 팀         | 승 | 패 |
| ---- | ---------- | -- | -- |
| 1    | 인도네시아 | 3  | 0  |
| 2    | 홍콩       | 2  | 1  |
| 3    | 미얀마     | 1  | 2  |
| 4    | 캄보디아   | 0  | 3  |

| 2009년 5월 25일 | 인도네시아 | 6 : 0 | 캄보디아 | 태국, 방콕 |
| 2009년 5월 25일 |            |       |          | 태국, 방콕 |

| 2009년 5월 25일 | 홍콩 | 11 : 1 | 미얀마 | 태국, 방콕 |
| 2009년 5월 25일 |      |        |        | 태국, 방콕 |

| 2009년 5월 26일 | 인도네시아 | 11 : 1 | 미얀마 | 태국, 방콕 |
| 2009년 5월 26일 |            |        |        | 태국, 방콕 |

| 2009년 5월 26일 | 홍콩 | 10 : 0 | 캄보디아 | 태국, 방콕 |
| 2009년 5월 26일 |      |        |          | 태국, 방콕 |

| 2009년 5월 27일 | 인도네시아 | 7 : 2 | 홍콩 | 태국, 방콕 |
| 2009년 5월 27일 |            |       |      | 태국, 방콕 |

| 2009년 5월 27일 | 미얀마 | 3 : 1 | 캄보디아 | 태국, 방콕 |
| 2009년 5월 27일 |        |       |          | 태국, 방콕 |

### 최종 라운드

#### 준결승
| 2009년 5월 29일 | 파키스탄 | 7 : 2 | 홍콩 | 태국, 방콕 |
| 2009년 5월 29일 |          |       |      | 태국, 방콕 |

| 2009년 5월 29일 | 인도네시아 | 7 : 4 | 스리랑카 | 태국, 방콕 |
| 2009년 5월 29일 |            |       |          | 태국, 방콕 |

#### 7위 결정전
| 2009년 5월 29일 | 캄보디아 | 20 : 8 | 말레이시아 | 태국, 방콕 |
| 2009년 5월 29일 |          |        |            | 태국, 방콕 |

#### 5위 결정전
| 2009년 5월 29일 | 태국 | 5 : 0 | 미얀마 | 태국, 방콕 |
| 2009년 5월 29일 |      |       |        | 태국, 방콕 |

#### 3위 결정전
| 2009년 5월 30일 | 스리랑카 | 6 : 5 | 홍콩 | 태국, 방콕 |
| 2009년 5월 30일 |          |       |      | 태국, 방콕 |

#### 결승전
| 2009년 5월 30일 | 인도네시아 | 3 : 2 | 파키스탄 | 태국, 방콕 |
| 2009년 5월 30일 |            |       |          | 태국, 방콕 |

## 최종순위
| 순위 | 국가       |
| ---- | ---------- |
| 금   | 인도네시아 |
| 은   | 파키스탄   |
| 동   | 스리랑카   |
| 4    | 홍콩       |
| 5    | 태국       |
| 6    | 미얀마     |
| 7    | 캄보디아   |
| 8    | 말레이시아 |